# Klucht

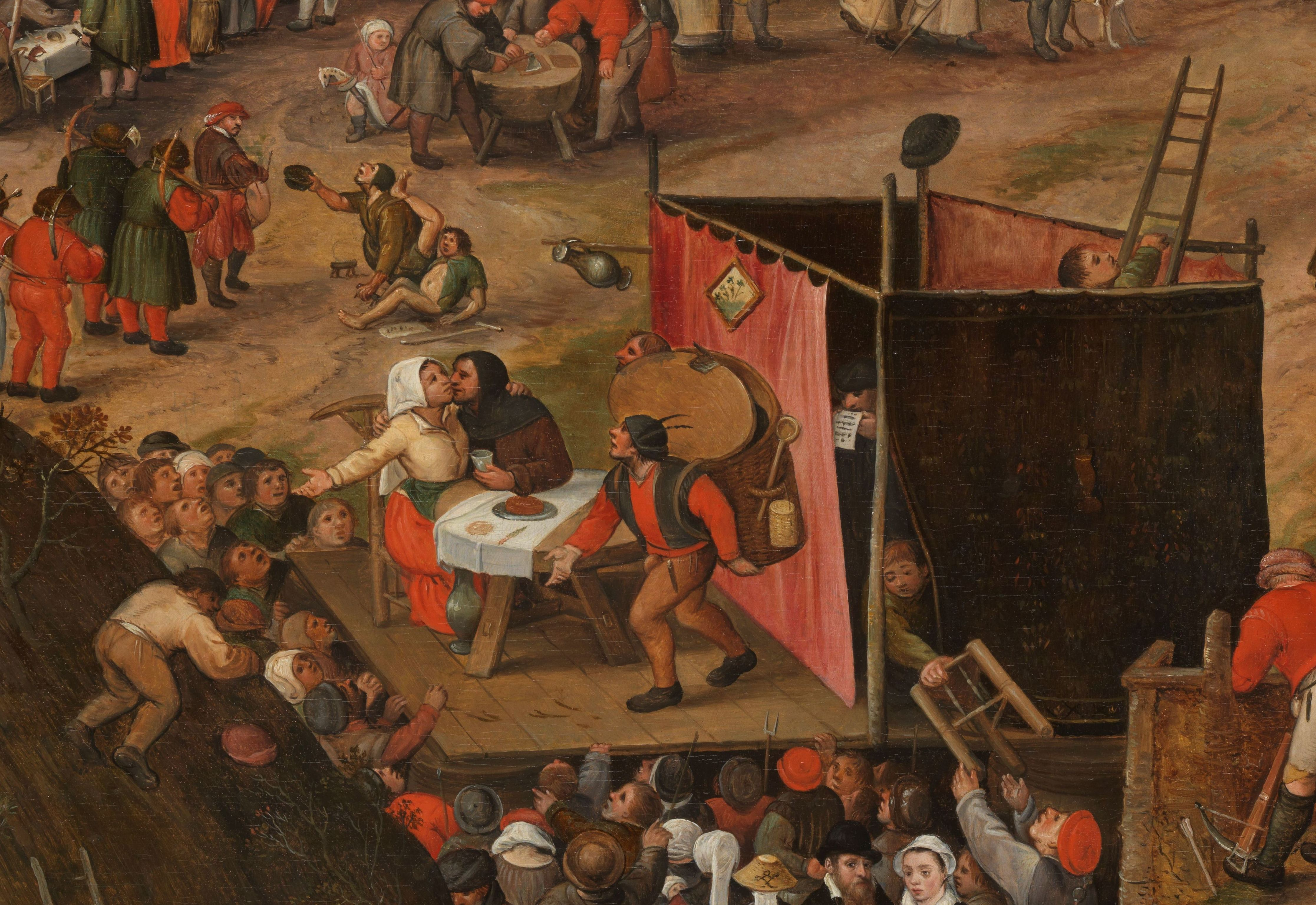
Een opvoering van Een cluijte van plaijerwater weergegeven door Pieter Balten (detail van Boerenkermis, ca. 1570)

Een klucht is een kort toneelstuk gekenmerkt door overdreven, komisch bedoelde situaties.

## Geschiedenis
Een klucht was aanvankelijk (14e-17e eeuw) een kort toneelstuk waarbij het volkse vermaak (met een soms scabreus karakter) centraal stond: overspel, goedgelovigheid en dronkenschap zijn dan de meest voorkomende thema's. De functie was in de 14e eeuw niet zozeer gericht op de verpakking van een wijze les als wel op de verdrijving van de verveling (acedia); in de 17e eeuw beschouwde men de klucht als een remedie tegen melancholie. Bovendien kreeg de klucht dan een didactisch doel: het Amsterdamse theaterpubliek wilde na een treur- of blijspel een klucht zien, waarin getoond wordt hoe men door slecht of naïef gedrag in moeilijkheden raakt, en wat men moet doen om hier weer uit te komen. Het genre sluit nauw aan bij het blijspel, dat meer structuur heeft, minder platte taal en minder volkse personages; maar tal van situaties en verwikkelingen in de Nederlandse klucht van de 17e eeuw zijn ook aan te wijzen in het werk van de klassieke blijspeldichters, Plautus en Terentius. De grens tussen blijspel en klucht is niet gemakkelijk te trekken.
Na de 17e eeuw kreeg de klucht meer het karakter van een komisch toneelstuk (of een komische film) gericht op het vermaken van het publiek met onwaarschijnlijke en extravagante situaties die toch vaak binnen de grenzen van het mogelijke blijven. Vermomming of persoonsverwisseling speelt vaak een grote rol in een snelle verhaallijn die nog verder intensiveert naarmate het hoogtepunt nadert, vaak met een uitgebreide achtervolgingsscène. Opzettelijke absurditeit of onzin vindt ook vaak een plaats in de klucht, evenals verbale humor met wisselend beschavingspeil, zoals woordspelingen en seksuele insinuaties.
In de 18e eeuw genoot de Nederlandse toneelschrijver Pieter Langendijk een grote populariteit met zijn kluchten. Vermaard werd vooral zijn ´Het wederzijds huwelijksbedrog´ uit 1714.
In tegenstelling tot romantische komedies bevat een klucht meestal geen traditionele verhaallijn met gefrustreerde jonge geliefden die uiteindelijk alle moeilijkheden overwinnen. In plaats daarvan spitst de klucht zich meestal toe op een handeling die over de schreef gaat, of een neiging om dingen verborgen te willen houden voor de andere figuren – en de onvoorziene kettingreactie die daarop volgt.
De klucht (cluijte) als genre is in Nederland terug te voeren tot ca. 14e eeuw, al werd zo'n klucht dan vaak anders genoemd (esbattement of sotternie). Zij is waarschijnlijk ontstaan uit het vastenavondspel. Zoals de oude Duitse vastenavondspelen ons leren – in de lage landen is niets van het genre bewaard – waren het zeer ruwe grappen, die door jongelui afwisselend voorgedragen werden. In het Nedersaksische taalgebied bestond tussen ongeveer 1550 en 1750 een traditie van boerenkluchten, waarvan een enkele uit Nederland bewaard is gebleven (de 'Over-Ysselsche Boere-Vryagie').

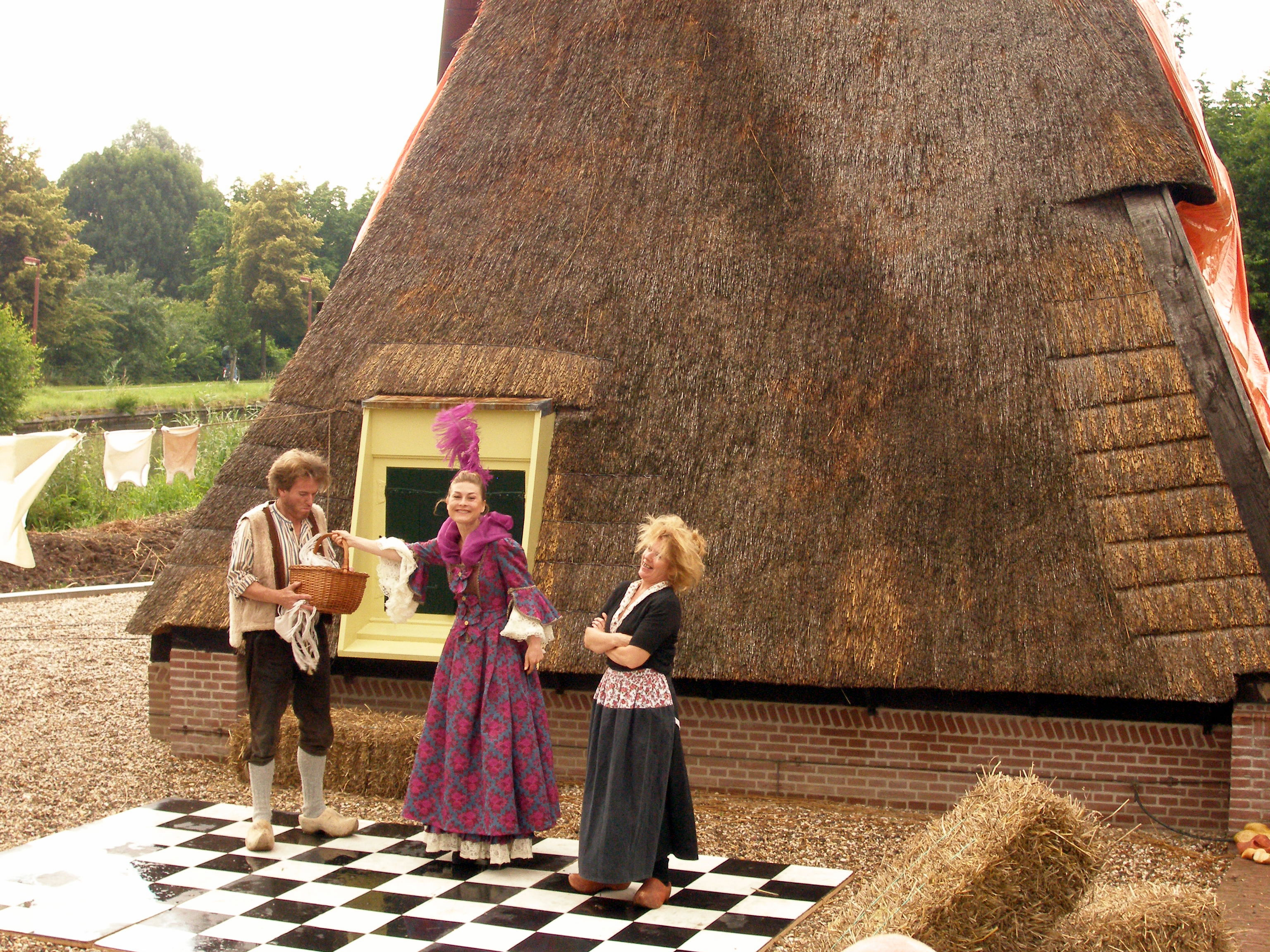
Opvoering van Bredero's klucht De klucht van de meulenaer aan de Oudegeinse molen

In de 17e en de 18e eeuw verschenen in de Nederlanden 580 verschillende kluchten, waarvan er 110 anoniem zijn. Productieve kluchtschrijvers waren Gerrit Hendricxsz van Breughel, Bredero, Jan Jansz. Starter, W.D. Hooft, Abraham Bormeester, Pieter Bernagie, Jillis Noozeman, Willem Godschalck van Focquenbroch, Thomas Asselijn, Ysbrand Vincent, Pieter de la Croix, Willem Ogier en Joan de Grieck. Een bijzondere klucht is Tryntje Cornelis (1653) door Constantijn Huygens: een spel met een uitgewerkte intrige en een hechte structuur (verdeeld in vijf bedrijven), maar spelend onder volkse personages die er deels een bedenkelijke moraal op nahouden. Met name de kluchten van Bredero, zoals de klucht van de koe (1612) en de klucht van de molenaar (1618), genieten nog bekendheid. De toentertijd populaire kluchten van Noozeman en Focquenbroch zijn nog nauwelijks bij het grote publiek bekend. In Frankrijk ontwikkelde de klucht zich tot een volwassen genre, vooral door het werk van Molière, wiens werk in Nederland vanaf de jaren zestig van de 17e eeuw op grote schaal werd nagevolgd, voornamelijk door de aanhangers van het Frans-classicisme. Sinds 2004 worden de oude kluchten in Nederland onder de aandacht gebracht door de Leydse KluchtenCompagnie, die kluchten tussen 1400 en 1700 hertaald en bewerkt heeft voor opvoering. Transcripties vindt zij in oude kluchtenboeken (Van Moerkerken, Ornée) en in de rijke verzamelingen van de Digitale Bibliotheek voor de Nederlandse Letteren.
De klucht uit de Gouden Eeuw is niet te vergelijken met de moderne klucht. De oude klucht werkt nagenoeg altijd met eindrijm, bevat taalkundige spitsvondigheden en situationele verwikkelingen en sluit veelal af met een moraal. In de middeleeuwen werd de klucht vaak gespeeld na een abel spel (een serieuzer stuk), zodat het publiek toch nog enigszins positief gestemd huiswaarts kon keren. In de 17e en 18e eeuw dient de klucht als naspel bij een tragedie of een komedie.
In tegenstelling tot de moderne klucht had de 'oude' klucht te maken met stevig verzet van kerkelijke zijde. Menig kerkenraad kreeg het gedaan dat in de steden (dit speelde tot eind 17e eeuw) de opvoering van kluchten werd verboden. Dit, omdat de kluchten door o.a. de rederijkerskamer ook op zondag gespeeld werden en de kluchten door de predikanten als 'onzedig' afgedaan werden. Vaak week men dan met de kluchten uit naar nabijgelegen plaatsen. Dit is ook een van de redenen dat in de stadsarchieven weinig details over klucht(opvoering)en te vinden zijn. Op het repertoire van de Amsterdamse Schouwburg hebben altijd kluchten gestaan.
In de zeventiger en gedeeltelijk ook de jaren tachtig van de 20e eeuw speelde de, op dat moment vooral van oorsprong Britse, klucht op het toneel zich meestal af in één decor. Vaak is dat de woonkamer of de keuken met veel deuren en mogelijk ook Franse ramen, die naar de andere kamers of de tuin leiden. De klucht kan zich echter ook afspelen in een ziekenhuiskamer of een kantoor. Filmkluchten zijn meestal minder terughoudend in hun ruimtegebruik. Anno 2000 worden er weer kluchten geschreven die teruggrijpen naar de grotere variëteit die het genre aanbiedt. Bij deze werken wordt er minder geleund op thema's als overspel, deuren en zogenaamde 'pikanterieën'.
De Zwitserse onderwijzeres en schrijfster Emma Hodler schreef diverse kluchten, veelal in het Bernse dialect, zoals A Radikalkur (1897), Onkel Sebastians Testament (1898), Der oder Keiner (1901) en Es Schelmestückli (1912).
Japan heeft een eeuwenoude traditie op het gebied van kluchten die Kyogen genoemd wordt. Kyogen vormen de vrolijke noot gedurende de lange serieuze Noh-toneelstukken.
John Lanting, grondlegger van het Theater van de Lach, wordt algemeen beschouwd als de koning van de Nederlandse klucht en ook wijlen Joop Doderer en Piet Bambergen waren bekende Nederlandse spelers in kluchten. Jon van Eerd schrijft een nieuwere, modernere vorm van het genre. Zo herschreef hij de klassieker De tante van Charlie, bewerkte hij Boeing Boeing en schreef hij de stukken De vlooienmars, Een Rits te Ver, Dubbel Op en Oranje Boven.

## Televisie
In de jaren tachtig en negentig werden verschillende kluchten uitgezonden door de TROS onder de naam TROS Amusements Theater. Het betrof hier kluchten van zowel Lanting als Sleeswijk. Een van de tunes van TROS Amusements Theater is het nummer "On her doorstep last night" in de versie van The Pasadena Roof Orchestra uit 1978.